# Mahankal Chaur
Mahankal Chaur (nep. महांकाल चौर) – gaun wikas samiti w środkowej części Nepalu w strefie Bagmati w dystrykcie Kavrepalanchok. Według nepalskiego spisu powszechnego z 2001 roku liczył on 728 gospodarstw domowych i 3954 mieszkańców (2095 kobiet i 1859 mężczyzn).